# ベットラ
ベットラ（伊: Bettola）は、イタリア共和国エミリア＝ロマーニャ州ピアチェンツァ県にある、人口約2,600人の基礎自治体（コムーネ）。

## 地理

### 位置・広がり

#### 隣接コムーネ
隣接するコムーネは以下の通り。
- コーリ
- ファリーニ
- グロッパレッロ
- モルファッソ
- ポンテ・デッローリオ
- トラーヴォ
- ヴィゴルツォーネ

### 気候分類・地震分類
ベットラにおけるイタリアの気候分類 (it) および度日は、zona E, 2878 GGである。
また、イタリアの地震リスク階級 (it) では、zona 3 (sismicità bassa) に分類される。

## 行政

### 分離集落
ベットラには、以下の分離集落（フラツィオーネ）がある。
- Bramaiano, Calenzano, Ebbio, Groppoducale, Leggio, Missano, Olmo, Padri, Pradello, Recesio, Revigozzo, Rigolo, Roncovero, Rossoreggio, San Bernardino, San Giovanni, Spettine, Vigolo, Villanova
- Località: Badoni, Bellito, Bigotti, Bocito, Camminata, Casaleto, Case Camia, Castellana, Cordani, Costa, Costa Pradello, Forlini, Generesso, Grilli, Lugherzano, Maiolo, Montelana, Montesolio, Montosero, Murlo, Negri Olmo, Orlini, Padri Chiesa, Preventorio, Ronchi Revigozzo, San Boceto, Tollara, Vaio, Verogna, Vidonico, Zini

## 人物

### 著名な出身者
- ラザール・ポンティセリ - 第一次世界大戦に従軍したフランス軍兵士の中で、最後に亡くなった人物。9歳でパリに引っ越すまで、ベットラで暮らした。
- ピエル・ルイジ・ベルサーニ - 政治家。

クリストファー・コロンブスはジェノヴァを出身地とする説が有力だが、集落の一つPradelloはコロンブスの出生地を主張している。